# Joseph Muller
Pour les articles homonymes, voir Muller.
Joseph Muller, né le 9 mars 1895 à Orschwiller (alors en Allemagne, actuel département du Bas-Rhin) et mort le 8 mai 1975 à Lamarche (Vosges), est un coureur cycliste français.

## Biographie
Professionnel de 1920 à 1927, il a remporté en solitaire et avec près de 25 minutes d’avance une étape du Tour de France 1923 arrivant à Strasbourg dans sa région natale d’Alsace.

## Palmarès
- 1923
  - 12e étape du Tour de France
- 1924
  - Paris-Nancy
  - 3e de Paris-Nantes
  - 6e du Tour de France

## Résultats sur le Tour de France
- 1920 : 15e
- 1921 : 15e
- 1922 : 16e
- 1923 : 11e, vainqueur d'étape
- 1924 : 6e